# Zhong ji san guo
Zhong ji san guo (cinese tradizionale: 終極三國; cinese semplificato: 终极三国; titolo internazionale: K.O.3an Guo) è una serie televisiva Taiwanese, terzo capitolo della saga zhong ji iniziata con Zhong ji yi ban e Zhong ji yi jia. Il titolo si pronuncia "K.O.-san-guo", ed i tre attori protagonisti sono George Hu, Xiu dei Dong Cheng Wei e Kirsten Ren, sorella minore di Selina Ren delle S.H.E. I tre protagonisti dei due precedenti capitoli della saga, Jiro Wang, Calvin Chen ed Aaron Yan dei Fahrenheit, vi hanno fatto solo delle comparse come ospiti speciali.
Le riprese della serie sono iniziate il 24 dicembre 2008, ed essa è andata in onda a partire da venerdì 27 febbraio 2009 alle 22.00 sulla FTV, e da sabato 28 febbraio 2009 alle 23.00 sulla GTV.

## Trama
La storia si svolge nella Dimensione Argentata (銀時空).
Dopo che Guan Yu (關羽) ed il suo amico Zhang Fei (張飛) vengono espulsi dalla ventiquattresima scuola a cui si erano iscritti per cattivo comportamento, incontrano Liu Bei (劉備), che diventa loro amico e li aiuta ad iscriversi alla East Han Academy (東漢書院), una scuola esclusiva per membri reali che però richiede alte rate da pagare.

Una volta che i ragazzi si iscrivono, si accorgono che la scuola non è perfetta come sembra. Forze oscure tentano di invaderla, ed essi devono unire le loro forze per evitare che ciò accada. Reclutano quindi Zhao Yun (趙雲), Ma Chao (馬超) e Huang Zhong (黃忠); iniziano a combattere per assicurare la pace nella scuola, e la storia inizia così sul modello dei Tre Regni (三國).

## Personaggi
Guan Yu (關羽)
Guan Yu è un ragazzo giusto e leale, ma è conosciuto per attaccare risse ovunque si trovi insieme al suo migliore amico, Zhang Fei, con il quale ha frequentato ben 24 scuole dalle quali entrambi sono stati sempre espulsi. Con l'aiuto del nuovo amico e fratello giurato Liu Bei, i due si iscrivono alla East Han Academy.
A causa della sua onestà, qualche volta i suoi nemici hanno la meglio su di lui, ed anche i suoi amici sono costretti a mentirgli per giuste cause, sebbene le conseguenze siano sempre inaspettate.
Guan Yu diventa rosso per due ragioni: quando è molto imbarazzato, o quando non riesce a contenere la rabbia.
A scuola sviluppa una cotta per la figlia del preside, Diao Chan, durante il primo giorno all'Accademia. I due successivamente diventeranno una coppia.
La sua arma è la Qing Long Yan Yue Dao (青龍偃月刀 / Lama crescente del drago verde), ed il suo attacco principale si chiama Long Yin Tai Xu (龍吟太虛), tuttavia il potere di quest'ultimo è illimitato e potrebbe causare danni anche a chi lo usa, quindi Guan Yu lo utilizza sono quando è assolutamente necessario.
Zhang Fei (張飛)
Zhang Fei proviene da una famiglia ricca. Tutti i capi mafiosi hanno paura della sua ira, e fanno di tutto per evitare di provocarlo, perfino sembrare simpatici e carini.
Con l'aiuto del nuovo amico Liu Bei, Zhang Fei riesce ad iscriversi alla East Han Academy, nella quale inizia ad approfondire la scoperta delle proprie abilità.
Si arrabbia molto se qualcuno lo chiama Xiao Nao Nao (小孬孬), tanto che il suo volto di venta nero e la sua forza di attacco aumenta vertiginosamente.
Zhang Fei e Guan Yu (關羽) sono amici d'infanzia, ed hanno frequentato insieme 24 scuole, dalle quali sempre insieme sono stati espulsi. Quando incontrano Liu Bei, i tre diventano fratelli giurati, dei quali Zhang Fei è il più giovane.
L'arma di Zhang Fei è la Zhan Ba She Mao (戰八蛇矛 / Lancia da battaglia degli otto serpenti).
Liu Bei (劉備)
Liu Bei è il più vecchio tra i fratelli giurati Guan Yu e Zhang Fei, è inoltre discendente della famiglia reale.
Sebbene abbia un aspetto leale, è estremamente egoista, e diventa fratello giurato di Guan Yu e Zhang Fei solo per usare i due come mezzo per realizzare le proprie ambizioni personali di dominio sulle scuole, oltre che per diventare la persona più forte della Dimensione Argentata.
Nel momento del giuramento di fratellanza, una roccia gigante (causata da una moneta di Da Dong) cade su di lui ferendolo gravemente, in modo da non fargli più realizzare i suoi piani malvagi. Per mantenere l'equilibrio dell'universo, Zhang Fei, Da Dong (大東), Ya Se (亞瑟) e Xiao Yu (小雨) forzano Xiu (脩, alter ego di Liu Bei nella Dimensione di Ferro) a rimanere nella Dimensione Argentata al posto di Liu Bei, mentre Da Dong, Ya Se e Xiao Yu portano il vero Liu Bei nella Dimensione Dorata (金時空) per curare le sue ferite.
Xiu (脩) / Liu Bei (劉備)
Xiu è un utilizzatore di potere proveniente dalla Dimensione di Ferro (鐵時空), è inoltre il frontman e chitarrista principale del gruppo musicale magico Dong Cheng Wei (東城衛).
La controparte alternativa di Xiu nella Dimensione Argentata è Liu Bei (劉備). Dopo che quest'ultimo viene ferito a morte, Xiu si ritrova in una posizione che non avrebbe mai immaginato prima, a capo di un suo esercito personale.
Il suo coinvolgimento è parte dei motivi che portano avanti la storia di K.O.3an Guo (終極三國).
I membri della famiglia di Xiu sono specializzati in un incantesimo che si chiama She Xin Shu (攝心術), che permette a chi lo utilizza di controllare le azioni del bersaglio.
Xiu ha tre armi speciali:
Un plettro per chitarra chiamato Shen Feng Pi Ke (神風鎞克 / Plettro per chitarra del dio del vento), il quale aumenta i suoi poteri e produce un'energia guaritrice.
Le altre sono una coppia di chitarre chiamate Qing Hong Zi Dian (青虹紫電 / Lampo viola dell'arcobaleno verde).
Xiu è innamorato di una ragazza che si chiama Sun Shang Xiang (孫尚香).
Diao Chan (貂蟬)
È la figlia adottiva del preside della East Han Academy, Wang Yun (王允). È conosciuta come la ragazza più carina della dimensione, la cui bellezza è accompagnata da un cuore gentile.
Sebbene sia nata con una bellezza naturale, disprezza le persone che si innamorano di altre solo in base al loro aspetto fisico.
Il desiderio più grande di Diao Chan è trovare il vero amore, e quando incontra Lu Bu (呂布) può finalmente sperimentarlo con quello che diventerà il suo primo amore. Quando, però, scopre che Lu Bu non è chi diceva di essere, lo molla ed inizia ad uscire con Guan Yu.
Xiao Qiao (小喬)
Xiao Chao è la migliore amica di Diao Chan, con la quale discute spesso di fatti personali.
Per qualche ragione, quando le capita di dire cose brutte la sua voce si trasforma in quella di un corvo, spaventando o mettendo a disagio le persone accanto a lei, che la chiamano spesso bocca di corvo (烏鴉嘴).
Talvolta viene coinvolta nelle missioni dei Cinque Generali Tigre (五虎將).
In passato usciva con Zhou Yu (周瑜), ma dopo la separazione dei due Xiao Qiao ha iniziato ad avere una cotta per Zhao Yun (趙雲).
Zhao Yun (趙雲)
Zhao Yun è i Terzo Generale Tigre, tuttavia ha un potere forte quasi quanto quello di Guan Yu.
Zhao Yun esercita un gran potere sulle ragazze, che vengono attratte immediatamente dal suo fascino. Quando egli distoglie lo sguardo da loro, il loro cuore si spezza irrevocabilmente. Diao Chan è l'unica ragazza su cui questo strano incantesimo non ha effetto.
Inizialmente egli non va d'accordo con Guan Yu e gli altri, e a Zhang Fei piace metterlo in imbarazzo ogni volta che c'è una ragazza nei dintorni.
L'arma di Zhao Yun è la Zhui Feng Xi Yin Qiang (追風洗銀槍 / Lancia pulitrice d'argento che segue il vento).
Potrebbe avere una cotta per Xiao Qiao (小喬), anche se lo nasconde bene.
Ma Chao (馬超)
Nato da una famiglia di potenti guerrieri, egli è però noto per evitare quanto più possibile di combattere. Ogni volta lascia che i suoi nemici lo colpiscano tre volte, ed accetta la sconfitta se con queste tre volte essi sono capaci di farlo cadere a terra. Il suo rifiuto verso la lotta proviene da un incidente del passato, quando da bambino ha ucciso per sbaglio il suo migliore amico.
L'unico capace di buttarlo a terra durante un combattimento è Zhao Yun, le cui capacità nelle arti marziali sono superiori a quelle degli altri.
L'arma di Ma Chao è la Piao Qi Xuan Tie Qiang (驃騎玄鐵槍 / Lancia di ferro profondo del monte destriero).
Huang Zhong (黃忠)
È un eccellente arciere che non manca mai il bersaglio.
Suo padre fu ucciso quando lui era un bambino, e quando riuscì a trovare sua madre si scoprì che lei era parte della malvagia Scuola superiore Yellowe Turban.
Tra tutti i Cinque Generali Tigre, è l'unico che non ha famiglia e quindi fa tesoro della loro amicizia come nessun altro.
La sua arma è un guanto di metallo unito ad una balestra elettronica, chiamati Yu Tian Gong Bing Po Yin Jian (御天弓 / Balestra del Carro del Cielo) e Bing Pi Yin Jian (冰魄銀箭 / Frecce d'argento del vigore del ghiaccio).
A causa di alcune sue peculiari caratteristiche fisiche, Huang Zhong non può venire infettato da veleni e tossine a trasmissione aerea.
Lu Bu (呂布)
È il figlio adottivo di Dong Zhuo (董卓), e la sua esistenza è stata tenuta nascosta finché Dong Zhuo non ha deciso di rivelare la sua vera identità, pianificando con la Scuola superiore Yellow Turban di rapire Diao Chan solo per fare in modo che lo stesso Lu Bu la salvasse ed entrasse in contatto con suo padre, Wang Yun. In questo modo, Dong Zhuo avrebbe usurpato la sua posizione di preside della East Han Academy.
Sebbene la loro relazione inizi con una bugia, Lu Bu finisce per innamorarsi veramente di Diao Chan. La loro relazione finisce in un conflitto quando la ragazza scopre la sua vera identita, quindi Lu Bu si trova a dover decidere se stare con suo padre o con il suo amore.
La sua arma è una lancia chiamata Fang Tian Hua Ji (方天畫戟).
Cao Cao (曹操)
Cao Cao è membro della famiglia reale, oltre che presidente del corpo studentesco della East Han Academy. Il suo motto che ricorre per tutta la serie, utilizzato nelle elezioni per il rappresentante degli studenti contro Lu Bu, è Dì Cao Cao e Cao Cao arriverà.
Ha una cotta per Xiao Qiao.
La sua ambizione più grande è quella di dominare il mondo, ed è noto come il nemico potenzialmente più forte contro cui i Cinque Generali Tigre si potrebbero battere.
Jiang Gan (蔣幹)
È il capoclasse e vice presidente del corpo studentesco, a cui piace ricattare gli studenti più giovani o di grado inferiore.
Tutti in classe lo chiamano Gan (幹), gioco di parole con il suo nome, poiché il suo cognome è omofono della parola 講 che significa "parlare" o "dire".
Sun Shang Xiang (孫尚香)
Sun Shang Xiang, chiamata anche Ah Xiang (阿香), è la figlia del preside della scuola superiore Jiangdong Sun Jian (孫堅) e sorella minore di Sun Ce (孫策). Quando Cao Cao e Guan Yu vengono imprigionati per ordine di Dong Zhuo, il padre di Cao Cao chiede aiuto a suo padre, che passa la responsabilità alla giovane Ah Xiang a causa della sua personalità maliziosa. Dopo il successo della missione, viene trasferita alla East Han Academy come nuova alunna.
Ah Xiang si innamora di Xiu (脩) / Liu Bei (劉備) poco dopo il loro primo incontro, e qualche tempo dopo i due si metteranno insieme.
La ragazza ha un'abilità chiamata U-Pod che proviene dalla Dimensione di Ferro, quella di comunicare attraverso dispositivi radiofonici con chiunque voglia.
Nel tredicesimo episodio, mostra un potere difensivo chiamato Da Bing Qi Ning (大兵氣凝), che Zhang Fei scambia per la frase Da Bing Qi Lin (大冰淇淋), che vuol dire "grande gelato". Questo potere immobilizza temporaneamente il bersaglio.

Nel quindicesimo episodio, Ah Xiang rivela la sua arma principale, un arco rosso che si chiama Fata dalla Fiamma Scarlatta (赤焰精靈).

## Scuole
Dong Han Shu Yuan (東漢書院)
Tradotto come East Han Academy (Accademia Han dell'Est), è attualmente la scuola che governa la Dimensione Argentata. A causa del suo potere, le altre scuole tentano di invaderla e di ottenere l'autorità.
Staff
Wang Yun - Preside
Dong Zhuo - Vice preside
Studenti
Guan Yu - Primo generale tigre
Xiu (Liu Bei)
Zhang Fei - Secondo generale tigre
Zhao Yun - Terzo generale tigre
Ma Chao - Quarto generale tigre
Huang Zhong - Quinto generale tigre
Diao Chan
Xiao Qiao
Lu Bu
Jiang Gan - Vice presidente del corpo studentesco / capoclasse
Cao Cao - Presidente del corpo studentesco
Wen Chou
Sun Shang Xiang
Da Qiao
He Dong Gao Xiao (河東高校)
Tradotta come Scuola Superiore Hedong, i suoi alunni hanno una volta rapito dei bambini della scuola elementare per renderli loro schiavi.
Staff
Dong Zhuo - Preside
Li Ru
Mei Niang
Studenti
Lu Bu
Niu Fu
Huang Jin Gao Xiao (黃巾高校)
Tradotta come Scuola Superiore Yellow Turban, il suo fondatore, Zhang Jiao, è considerato la più forte persona vivente della Dimensione Argentata.
Staff
Zhang Jiao - Preside
Zhang Bao
Huang Mei Tian
Studenti
Xia Hou Yuan
Zhao Yong
Yu Teng Gao Xiao (玉騰高校)
Tradotta come Scuola superiore Yuteng, questa è stata l'ultima scuola frequentata da Guan Yu e Zhang Fei prima della East Han Academy.
Jiang Dong Gao Xiao (江東高校)
Tradotta come Scuola superiore Jiangdong, è un'accademia molto potente che tenta di espandere i propri confini. È stata fondata dalla famiglia Sun.
Staff
Sun Jian - Preside
Studenti
Sun Ce - Presidente del corpo studentesco
Zhou Yu - Vice presidente del corpo studentesco / leader dei Champion
Taishi Ci - membro dei Champion
Lu Meng - membro dei Champion
Gan Ning - membro dei Champion
Ru Nan Gao Xiao (汝南高校)
Tradotta come Scuola superiore Runan, è una potente scuola che coopera con la Scuola Jiangdong per espandere i propri territori. È stata fondata dalla famiglia Yuan.
Studenti
Yuan Shao - Presidente del corpo studentesco
Tian Feng
Feng Ji
Yuan Shu
Nan Xiong Nu Gao Xiao (南匈奴高校)
Tradotta come Scuola superiore Southern Xiongnu, essa si è alleata alla scuola White Wave Yellow Turban per invadere la Hedong. Quando sono accorsi gli "eserciti" della Jiangdong e della East Han, i membri della Xiongnu sono stati decimati. Successivamente, Cao Cao dona al preside una vista dei soldati presunti feriti della Hedong, in modo da raggiungere un compromesso.
Staff
Wu Hu Luo - Preside
Bai Bo Huang Jin Gao Xiao (白波黃巾高校)
Tradotta come Scuola superiore White Wave Yellow Turban, è la scuola che si è alleata alla Southern Xiongnu per invadere la Hedong, ma entrambe sono state sconfitte dai membri congiunti della Jiangdong e della East Han.
Staff
Guo Tai - Preside

## Gruppi
Wu Hu Jiang (五虎將)
Tradotto come "i cinque generali tigre", sono un piccolo gruppo formato dai più forti studenti guerrieri della East Han Academy, che hanno la funzione di soldati e protettori.

Membri:
Guan Yu (關羽) - Numero Uno
Zhang Fei (張飛) - Numero Due
Zhao Yun (趙雲) - Numero Tre
Ma Chao (馬超) - Numero Quattro
Huang Zhong (黃忠) - Numero Cinque

## Cast

### Cast principale
| Personaggio                                     | Nome di cortesia            | Attore                               |
| Guan Yu (關羽)                                  | Guan Yunchang (關雲長)      | George Hu (胡宇崴)                   |
| Liu Bei (劉備) Hu Yan Jue Luo Xiu (呼延覺儸‧脩) | Liu Xuande (劉玄德) nessuno | Shu Chen dei Dong Cheng Wei (陳德修) |
| Diao Chan (貂蟬)                                | nessuno                     | Kirsten Ren (任容萱)                 |
| Xiao Qiao (小喬)                                | nessuno                     | Cai Yi Zhen (蔡宜臻)                 |
| Zhang Fei (張飛)                                | Zhang Yide (張翼德)         | Bo Yan (博炎)                        |
| Zhao Yun (趙雲)                                 | Zhao Zilong (趙子龍)        | Benjamin Wang (班傑)                 |
| Ma Chao (馬超)                                  | Ma Mengqi (馬孟起)          | Shao Xiang (邵翔)                    |
| Huang Zhong (黃忠)                              | Huang Hansheng (黃漢升)     | Si Wei Hong Zheng (寺唯宏正)         |
| Lu Bu (呂布)                                    | Lu Fengxian (呂奉先)        | Kun Da (謝坤達)                      |
| Cao Cao (曹操)                                  | Cao Mengde (曹孟德)         | Nylon Chen (陳乃榮)                  |
| Jiang Gan (蔣幹)                                | Jiang Ziyi (蔣子翼)         | Zhang Haoming (張皓明)               |
| Sun Shang Xiang (孫尚香)                        | nessuno                     | Pets Tseng (曾沛慈)                  |
| Sun Quan (孫權)                                 | Sun Zhong Mou(孫仲謀)       | Hsiu Chieh-kai (修杰楷)              |
| Zhuge Liang (諸葛亮)                            | Zhuge Kong Ming (諸葛孔明)  | Alan Ke (柯有綸)                     |
| Da Qiao (大喬) Han (寒) (flashback)             | nessuno                     | Cai Han Cen (蔡函岑)                 |
| Zhou Yu (周瑜)                                  | Zhou Gongjin (周公瑾)       | Toro giallo (黃牛 dei Champion)      |
| Lu Meng (呂蒙)                                  | Lu Ziming (呂子明)          | Scimmia (小猴 dei Champion)          |
| Yuan Shao (袁紹)                                | Yuan Benchu (袁本初)        | Jerry Huang (黃志瑋)                 |
| Gan Ning (甘寧)                                 | Gan Xingba (甘興霸)         | Cola (可樂 dei Champiom)             |

### Cast esteso
| Personaggio                                        | Nome di cortesia                      | Attore                      |
| Wang Yun (王允)                                    | Wang Zishi (王子師)                   | Bu Xue Liang (卜學亮)       |
| Hua Xiong (華雄)                                   | nessuno                               | Lance Yu (余秉諺)           |
| Wen Chou (文醜)                                    | nessuno                               | Qian Junxian (錢君銜)       |
| Insegnante                                         | nessuno                               | Zhang Yongzheng             |
| Zhang Bao (張寶)                                   | nessuno                               | Xiao Zhong (小鍾)           |
| Moglie di Wang Yun                                 | nessuno                               | Soma Akane (相馬茜)         |
| Li Ru (李儒)                                       | nessuno                               | Lin Zhi Xuan (林智賢)       |
| Mei Niang (魁娘)                                   | nessuno                               | Ye Yung Tang (葉泳糖)       |
| Li Shi Zhen (李時針)                               | nessuno                               | Huang Wanbo (黃萬伯)        |
| Dong Cheng Wei-Deng (東城衛-鐙)                    | nessuno                               | Deng Huadun (鄧樺敦)        |
| Dong Cheng Wei-Ming (東城衛-冥)                    | nessuno                               | Li Minghan (李明翰)         |
| Dong Cheng Wei-Jie (東城衛-戒)                     | nessuno                               | Michael Chen (陳志介)       |
| Famoso dottore (名醫)                              | nessuno                               | Kay Huang (黃韻玲)          |
| Hua Tuo (華陀)                                     | Hua Yuanhua (華元化)                  | Zeng Ziyu (曾子余)          |
| Dong Zhuo (董卓) Xia Lan Xing De Liu (夏蘭荇德‧流) | Dong Zhong Ying (董仲穎) nessuno      | Chen Bozheng (陳博正)       |
| Proprietario del pub                               | nessuno                               | Qian Demen                  |
| Insegnante                                         | nessuno                               | He Yuwen (何妤玟)           |
| Arbitro di Hockey                                  | nessuno                               | Jian Hanzhong (簡翰忠)      |
| Lu Boshe (呂伯奢)                                  | nessuno                               | Xia Jingting                |
| Veterinario                                        | nessuno                               | Feng Yuanzhen (馮媛甄)      |
| Taishi Ci (太史慈)                                 | Taishi Ziyi (太史子義)                | Fiore (小花 dei Champion)   |
| Pang Tong (龐統)                                   | Pang Shiyuan (龐士元) Feng Chu (鳳雛) | Ah Mai Er (阿脈兒)          |
| Sun Ce (孫策)                                      | Sun Bofu (孫伯符)                     | Jiro Wang (汪東城)          |
| Tian Feng (田豐)                                   | Tian Xuanhao (田元皓)                 | Wu Zhen Ya (吳震亞)         |
| Feng Ji (逢紀)                                     | Feng Yuantu (逢元圖)                  | ???                         |
| Insegnante                                         | nessuno                               | Ba Yu (巴鈺)                |
| Xun Yu (荀彧)                                      | Xun Wenruo (荀文若)                   | Jin Qin (金勤)              |
| Dian Wei (典韋)                                    | nessuno                               | Huang Tai An (黃泰安)       |
| Xu Chu (許褚)                                      | Xu Zhongkang (許仲康)                 | ???                         |
| Niu Fu (牛輔)                                      | ???                                   | Mario                       |
| Gan Zhao Lie (甘昭烈)                              | ???                                   | Lin Xiao Rong (黎兒/粼筱蓉) |
| Ladro                                              | ???                                   | Lu Jian Yu                  |
| A Biao Sao (阿標嫂)                                | nessuno                               | Ssu Jung (思蓉)             |
| Amico di Xiao Qiao (flashback)                     | nessuno                               | Wang Yi Wen                 |
| Huang Mei Tian (Mamma Huang) (黃梅天/黃媽媽)       | nessuno                               | Yang Li Yin (楊麗音)        |
| Liu Bian (imperatore) (少帝/劉辯)                  | nessuno                               | Shiang Bo Tau (向伯濤)      |
| Zhao Zhong (趙忠)                                  | nessuno                               | Shiue Chih Cheng (薛志正)   |

### Ospiti
| Personaggio                                                     | Nome di cortesia                  | Attore               |
| Wang Da Dong (汪大東) Sun Ce (孫策) Xia Tian (夏天) (flashback) | nessuno Sun Bofu (孫伯符) nessuno | Jiro Wang (汪東城)   |
| Wang Ya Se (王亞瑟)                                             | nessuno                           | Calvin Chen (辰亦儒) |
| Ding Xiao Yu (丁小雨) Jiu Wu (灸舞) (voce)                      | nessuno                           | Aaron Yan (炎亞綸)   |

## Curiosità
La serie è ripresa dalla novella storica cinese Il romanzo dei tre regni.

### Incidenti
George Hu è stato coinvolto in un incidente stradale il 14 gennaio 2009, mentre si recava sul luogo designato per le riprese. Non ha subito danni gravi o permanenti, ma ha avuto tagli e contusioni. Per un mese ha dovuto usufruire di stampelle e sedia a rotelle, non potendo partecipare alle riprese.